# Момина кула (Гоце Делчев)
Момина кула е средновековна крепост разположена край село Делчево (Община Гоце Делчев).

## Описание и особености
Крепостта обгражда цялото скалисто и труднодостъпно възвишение Момина кула, което има важно военностратегическо местоположение, тъй като дава изглед към Неврокопското поле и Западните Родопи и контролира пътищата за Сяр и Средна Струма.
Различават се два строителни периода – от X – XI и XIII – XIV век. Градена е от ломени камъни с бял хоросан, а на югозападната стена има и тухли. На най-високата част на възвишението има правоъгълна вътрешна крепост с размери 5 на 4 m и стени дебели 0,70 m със силно заоблени ъгли. До западната му стена отвътре има водохранилище, а на 15 m източно от него – кула с размери 6,20 на 6,40 m. В югоизточния край на крепостта има втора кула с водохранилище. В крепостта е открита обикновена и сграфито керамика от XII – XIV век. Съвсем малко са археологическите материали от II – IV в. Тук са намерени седем златни монети от времето на византийските императори от династията Комнини (XI – XII в.), както и стрели с железни върхове.